# Mark E. Neely

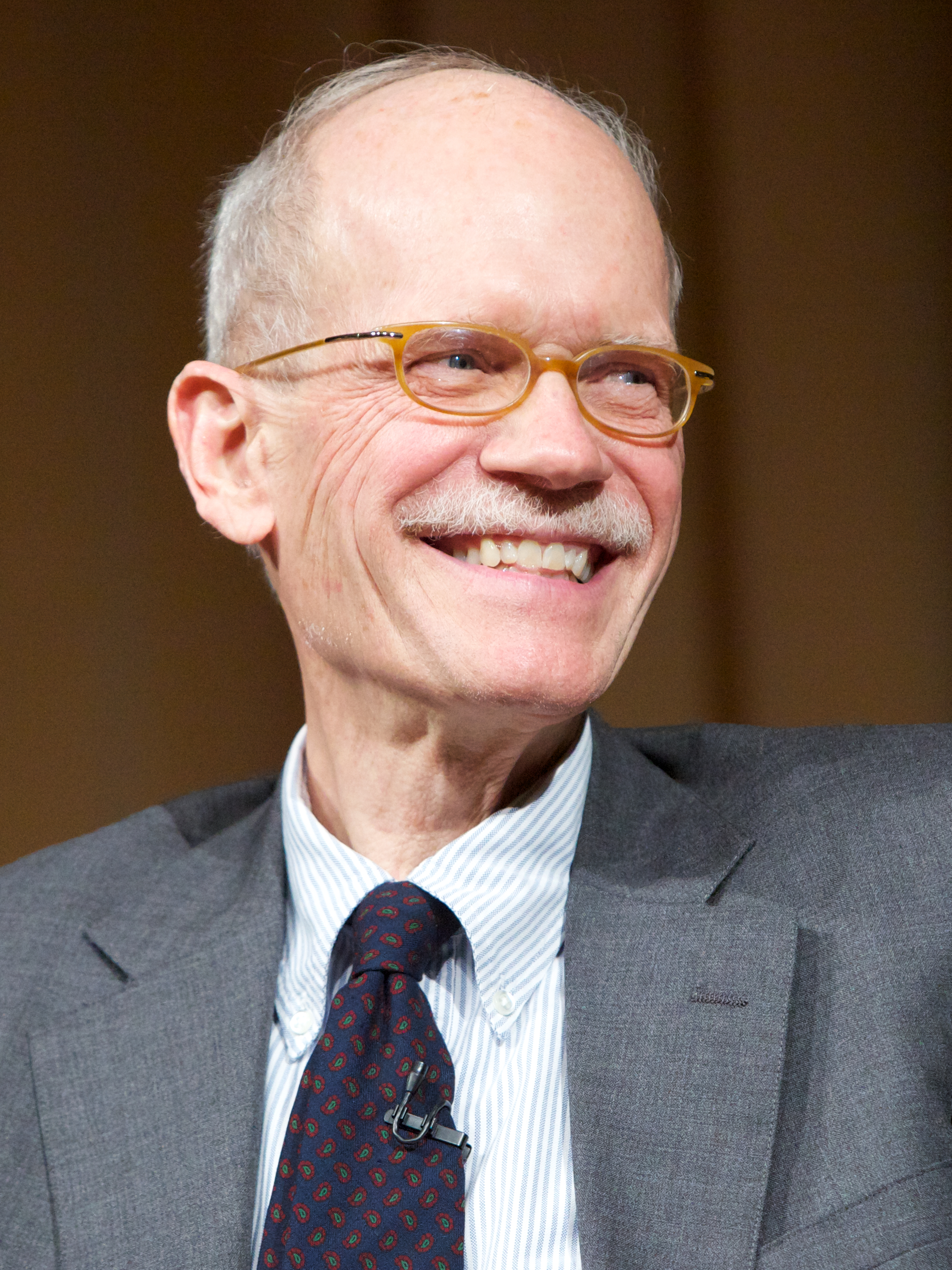
Mark E. Neely, 2012

Mark Edward Neely Jr. (* 10. November 1944 in Amarillo, Texas) ist ein US-amerikanischer Historiker, spezialisiert auf Abraham Lincoln und den Bürgerkrieg.
Neely studierte an der Yale University amerikanische Geschichte mit dem Bachelor-Abschluss 1966 und der Promotion 1973. 1971/72 war er Instructor an der Iowa State University und ab 1972 Direktor des Lincoln Museum in Fort Wayne (Indiana). 1992 wurde er Professor an der Saint Louis University und 1998 an der Pennsylvania State University (McCabe Greer Professor of Civil War History).
1992 gewann er den Pulitzer-Preis für sein Buch über Lincolns Einschränkung grundlegender Bürgerrechte (wie den Habeas Corpus Act) im Amerikanischen Bürgerkrieg. Das Buch gewann ebenfalls 1992 den Bell I. Wiley Preis. 1995 erhielt er die Wilbur Cross Medal in Yale.

## Schriften
- The Abraham Lincoln Encyclopedia, McGraw Hill 1982
- mit Gabor S. Boritt, Harold Holzer: The Lincoln Image: Abraham Lincoln and the Popular Print, Louis A. Warren Lincoln Library and Museum, Fort Wayne 1984
- mit Gabor S. Boritt, Harold Holzer: Changing The Lincoln Image, Lincoln Museum 1985
- mit R. Gerald McMurtry: The Insanity File: The Case of Mary Todd Lincoln, 1986
- mit Boritt, Holzer: The Confederate Image: Prints of the Lost Cause, University of North Carolina Press 1987
- mit Holzer: The Lincoln Family Album, Doubleday 1990
- The Fate of Liberty: Abraham Lincoln and Civil Liberties, Oxford University Press 1991
- mit Holzer: Mine Eyes Have Seen the Glory: The Civil War in America Lincoln Museum 1993
- The Last Best Hope of Earth: Abraham Lincoln and the Promise of American, Harvard University Press 1993
- Southern Rights: Political Prisoners and the Myth of Confederate Constitutionalism, University Press of Virginia 1999
- mit Holzer: The Union Image: Popular Prints in the Civil War North, University of North Carolina Press 2000
- The Union Divided: Party Conflict in the Civil War North, Harvard University Press 2002
- The Boundaries of American Political Culture in the Civil War Era, University of North Carolina Press 2005
- The Civil War and the Limits of Destruction, Harvard University Press 2007
- Lincoln and the Triumph of the Nation: Constitutional Conflict in the American Civil War, University of North Carolina Press 2011
- Retaliation: the problem of atrocity in the American Civil War, Gettysburg College 2002